# Travesseres
Travesseres es una entidad de población española del municipio de Lles, perteneciente a la provincia de Lérida, en la comunidad autónoma de Cataluña.

## Toponimia
El lugar puede aparecer referido con las grafías «Travesseres» y «Traveseras».

## Historia
Hacia mediados del siglo XIX, el lugar, ya por entonces perteneciente a Lles, tenía contabilizada una población de 76 habitantes. Aparece descrito en el decimoquinto volumen del Diccionario geográfico-estadístico-histórico de España y sus posesiones de Ultramar de Pascual Madoz con las siguientes palabras:

TRAVESERAS: ald. en la prov. de Lérida (24 leg.), part. jud. y dióc. de Seo de Urgel (4), aud. terr. y c. g. de Barcelona (22), ayunt. de Llés. sit. en la pendiente de una sierra; su clima es frio pero sano. Tiene 19 casas; iglesia anejo de Llés, en cuyo término se halla enclavada esta ald.; cementerio, y buenas aguas potables. Territorio y producciones (V. Llés). pobl.: 18 vec., 76 alm. contr.: con el ayuntamiento.
(Madoz, 1849, p. 136)

En 2023, la entidad singular de población tenía empadronados cincuenta habitantes y el núcleo de población, treinta.